# Norra Boungukjaure
Norra Boungukjaure är en sjö i Sorsele kommun i Lappland och ingår i Umeälvens huvudavrinningsområde. Sjön har en area på 0,108 kvadratkilometer och ligger 708,2 meter över havet. Norra Boungukjaure ligger i Vindelfjällen Natura 2000-område.

## Delavrinningsområde
Norra Boungukjaure ingår i det delavrinningsområde (732510-152147) som SMHI kallar för Mynnar i Vindelälven. Medelhöjden är 779 meter över havet och ytan är 14,29 kvadratkilometer. Det finns inga avrinningsområden uppströms utan avrinningsområdet är högsta punkten. Bissitsbäcken som avvattnar avrinningsområdet har biflödesordning 3, vilket innebär att vattnet flödar genom totalt 3 vattendrag innan det når havet efter 410 kilometer. Avrinningsområdet består mestadels av skog (43 procent) och kalfjäll (50 procent). Avrinningsområdet har 0,29 kvadratkilometer vattenytor vilket ger det en sjöprocent på 2 procent.